# Arthropoda (classification phylogénétique)
Cette page a pour objet de présenter un arbre phylogénétique des Arthropoda (Arthropodes), c'est-à-dire un cladogramme mettant en lumière les relations de parenté existant entre leurs différents groupes (ou taxa), telles que les dernières analyses reconnues les proposent. Ce n'est qu'une possibilité, et les principaux débats qui subsistent au sein de la communauté scientifique sont brièvement présentés ci-dessous, avant la bibliographie.
On a ici pris le terme Arthropoda au sens strict, les Lobopodes (paraphylétiques) et autres Onychophores, Tardigrades et Radiodontes (en) constituant avec eux le groupe des Panarthropodes.

## Arbre phylogénétique
Le cladogramme présenté ici ne possède qu'une valeur indicative. Il n'est pas forcément consensuel, et on peut toujours se référer à la bibliographie au bas de l'article.
Le symbole ▲ renvoie à la partie immédiatement supérieure de l'arbre phylogénétique du vivant. Le signe ► renvoie à la classification phylogénétique du groupe considéré. Tout nœud de l'arbre portant plus de deux branches montre une indétermination de la phylogénie interne du groupe considéré.
Les habitudes typographiques des botanistes et des zoologistes sont différentes. Ici, par commodité de lecture, et certains groupes actuels relevant des deux domaines traditionnels, les noms de taxons supérieurs au genre sont tous écrits en caractères droits, les noms de genres ou d'espèces en italiques.
À la suite d'un taxon, sa période d'apparition, quand elle est connue, peut être indiquée suivant la légende suivante :
(Plé) : Pléistocène ; (Pli) : Pliocène ; (Mio) : Miocène ; (Oli) : Oligocène ; (Éoc) : Éocène ; (Pal) : Paléocène ; (Cré) : Crétacé ; (Jur) : Jurassique ; (Tri) : Trias ; (Per) : Permien ; (Car) : Carbonifère ; (Dév) : Dévonien ; (Sil) : Silurien ; (Ord) : Ordovicien ; (Camb) : Cambrien ; (Edi) : Édiacarien. Pour plus de précision si possible, (-) : inférieur ; (~) : moyen ; (+) : supérieur.

```
▲

└─o 
Arthropoda

  ├─? 
Burgessia
 (éteint)
  └─o
    ├─o
    │ ├─o 
Fortiforcipida
 (éteint)
    │ └─o
    │   ├─o 
Yunnanata
 ou 
Fuxianhuiida
 (éteint)
    │   └─o 
Paracrustacea
 ou 
Canadaspidida
 (éteint)
    └─o
      ├─? 
Marrellomorpha
 (éteint)
      └─o 
Euarthropoda

        ├─o 
Arachnomorpha
 ou 
Artiopoda

        │ ├─o 
Trilobitomorpha
 
s.s.
 (éteint)
        │ │ ├─o 
Trilobita
 (éteint) 
►

        │ │ └─o
        │ │   ├─o 
Nectaspidida
 (éteint)
        │ │   └─o
        │ │     ├─o 
Petalopleura
 (éteint)  
        │ │     └─o 
Conciliterga
 ou 
Helmetiida
 (éteint)
        │ └─o 
Cheliceromorpha

        │   ├─o
        │   │ ├─o
        │   │ │ ├─o 
Emeraldellidae
 (éteint)
        │   │ │ └─o
        │   │ │   ├─o 
Strabopidae
 (éteint)
        │   │ │   └─o 
Aglaspidida
 (éteint)
        │   │ └─o
        │   │   ├─o 
Limulavida
 ou 
Sidneyiidae
 (éteint)
        │   │   └─o 
Leanchoiliida
 (éteint) 
(paraphylétique)

        │   │     └─o
        │   │       ├─o 
Yohoiida
 (éteint)
        │   │       └─o 
Sanctacarida
 (éteint)
        │   └─?
        │     ├─o 
Retifaciida
 (éteint)
        │     └─? 
Cheliceriforma
 ou 
Chelicerata
 
s.l.

        │       ├─o 
Chelicerata
 
s.s.
 ou 
Euchelicerata
 
►

        │       └─o 
Pycnogonida

        └─o 
Mandibulata

          ├─o 
Myriapoda
 
►

          └─o 
Crustaceamorpha

            ├─? 
Thylacocephala
 (éteint)
            └─o 
Pancrustacea

              ├─o 
Ostracoda
 
►

              ├─? 
Skaracarida
 (éteint)
              ├─o 
Mystacocarida

              ├─o 
Copepoda
 
►

              ├─o 
Ichthyostraca

              │ ├─o 
Branchiura

              │ └─o 
Pentastomida

              ├─o
              │ ├─o 
Thecostraca
 
►

              │ └─o 
Tantulocarida

              └─?
                ├─o 
Remipedia

                ├─o 
Panthoracopoda

                │ ├─o 
Collembola
 
►

                │ └─o
                │   ├─o 
Branchiopoda
 
►

                │   └─o
                │     ├─o 
Malacostraca
 
►

                │     ├─o 
Insecta
 
►

                │     └─o 
Cephalocarida

                └─o 
Nonoculata

                  ├─o 
Protura

                  └─o 
Diplura
```

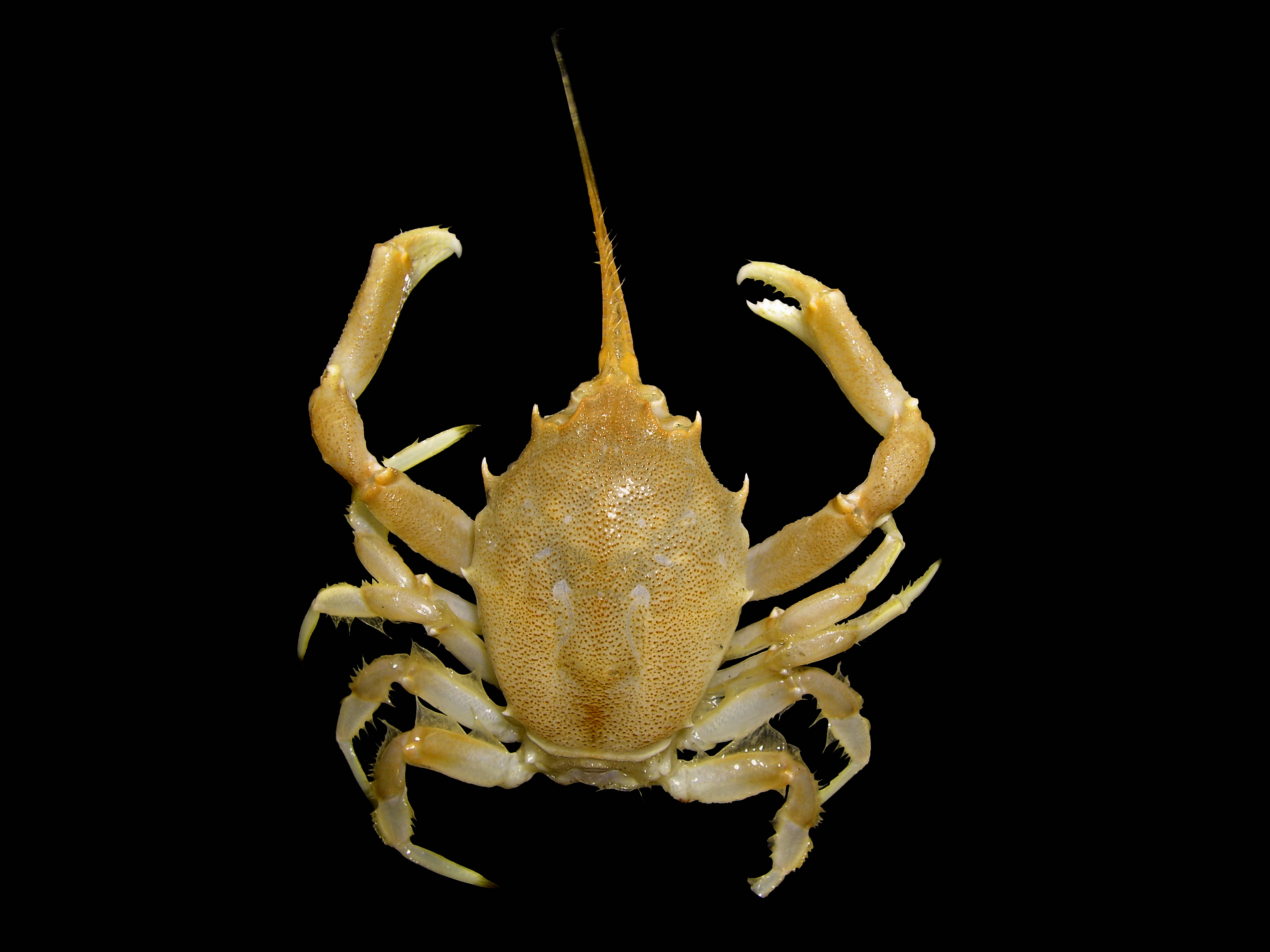
(Corystes cassivelaunus, Crustacea, Malacostraca, Decapoda)
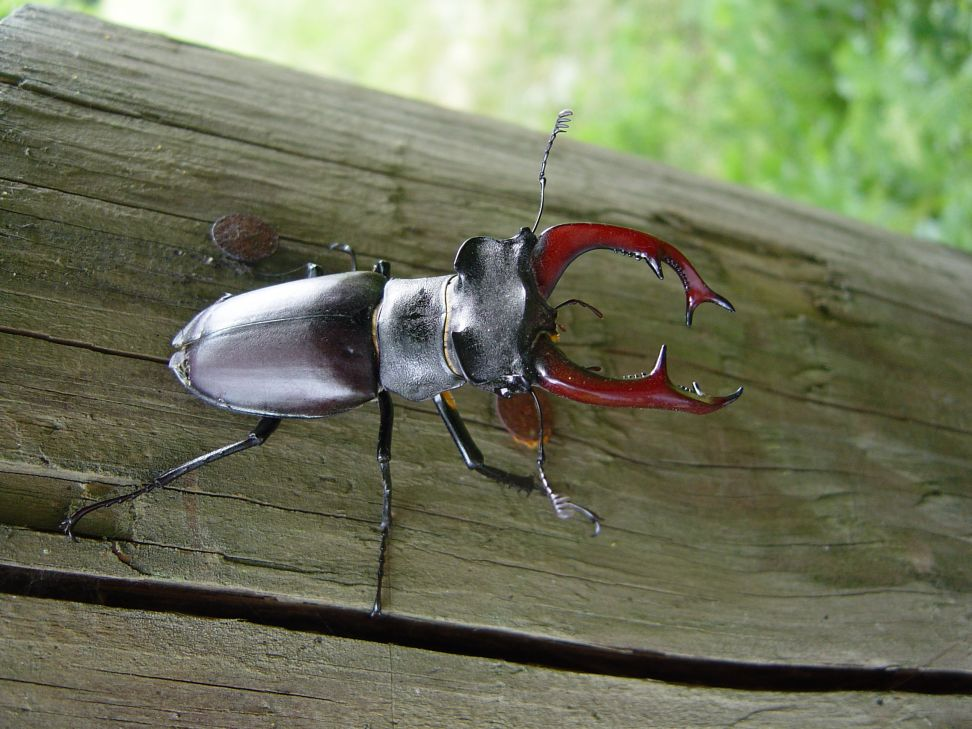
Lucane (Lucanus cervus, Insecta, Coleoptera, Lucanidae)
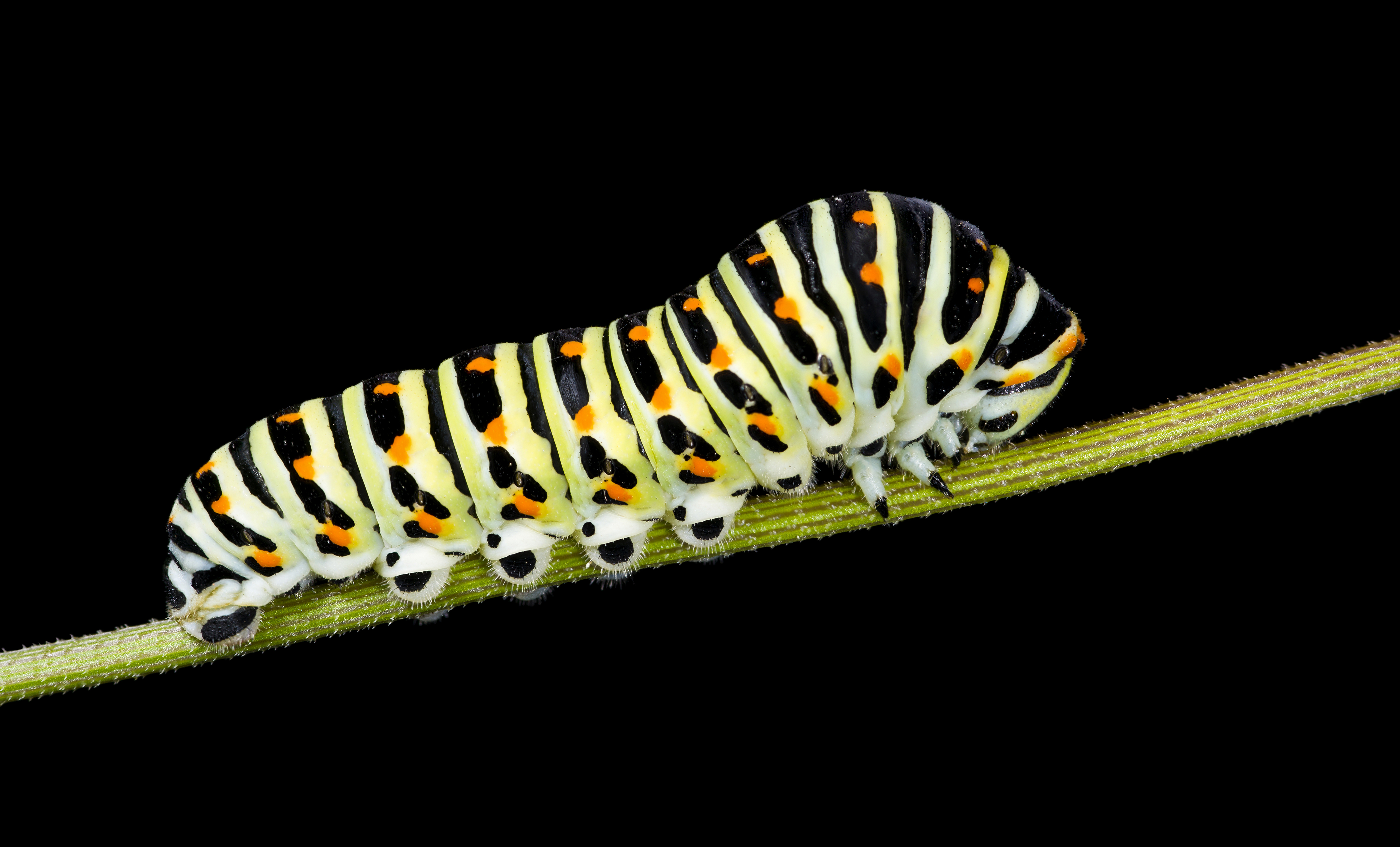
Chenille du papillon machaon (Papilio machaon, Insecta, Papilionidae)

## Débat scientifique relatif à la phylogénie desArthropoda
Les faunes d'Ediacara et de Burgess ont à la fois enrichi et complexifié la question des origines des Arthropodes. Mais il y a actuellement consensus sur la monophylie du groupe.
Par contre, il n'y a pas encore de consensus sur la parenté des différents taxons de haut niveau au sein de ce phylum, le plus nombreux du règne animal. Là comme ailleurs, paléontologues et biologistes moléculaires ont des approches divergentes.
- Les Trilobites sont-ils des Arachnomorphes ou bien sont-ils plus proches des Crustacéamorphes, ou encore une branche tôt séparée du tronc commun ?
- Comment les autres taxons de « Trilobitomorphes » (s.l., y compris Marellomorphes et anciens Chélicéromorphes) se répartissent-ils entre proximité des Trilobites, des Chélicérates, voire des Crustacés ?
- Les Myriapodes sont-ils le groupe frère des Pancrustacés (au sein des Mandibulates), ou bien des Chélicérates (au sein des Paradoxopodes) ?
- Sont-ils d'ailleurs monophylétiques (il semble aujourd'hui que oui, bien qu'on se soit longtemps posé la question) ?
- Les Hexapodes sont-ils eux-mêmes monophylétiques, au sein ou à côté des Crustacés ? (le cladogramme ci-dessus ne les présente pas tels)
- Si plus personne ne défend le caractère naturel du groupe des Entomostracés, censément groupe-frère des Malacostracés au sein des Crustacés, les Maxillopodes sont-ils le grade évolutif primitif de ces derniers, et donc para- ou polyphylétiques (cf. ci-dessus où le nom n'apparaît donc pas) ou bien forment-ils un groupe naturel ?
- Pour les relations entre Hexapodes et Crustacés, on a suivi ci-dessus globalement les analyses de F. Nardi et A. Carapelli. Une autre analyse est montrée ci-dessous (sans les Protoures), qui maintient la monophylie des Hexapodes.

## En savoir plus

### Sources
- Omar Rota-Stabelli, Lahcen Campbell, Henner Brinkmann, Gregory D. Edgecombe, Stuart J. Longhorn, Kevin J. Peterson, Davide Pisani, Hervé Philippe et Maximilian J. Telford : « A congruent solution to arthropod phylogeny: phylogenomics, microRNAs and morphology support monophyletic Mandibulata », Proc. R. Soc. B, 2010
- Jerome C. Regier, Jeffrey W. Shultz, Andreas Zwick, April Hussey, Bernard Ball, Regina Wetzer, Joel W. Martin et Clifford W. Cunningham : « Arthropod relationships revealed by phylogenomic analysis of nuclear protein-coding sequences », Nature, vol. 463, 2010, pp. 1079-1083
- Jerome C. Regier, Jeffrey W. Shultz, Austen R.D. Ganley, April Hussey, Diane Shi, Bernard Ball, Andreas Zwick, Jason E. Stajich, Michael P. Cummings, Joel W. Martin et Clifford W. Cunningham : « Resolving Arthropod Phylogeny: Exploring Phylogenetic Signal within 41 kb of Protein-Coding Nuclear Gene Sequence », Syst. Biol., vol. 57, n°6, 2008, pp.1–19
- J. R. Hendricks et B. S. Lieberman, « New Phylogenetic Insights into the Cambrian Radiation of Arachnomorph Arthropods », Journal of Paleontology, vol. 82, n°3, 2008, pp. 585-594
- A. Carapelli, P. Lió, F. Nardi, E. van der Wath, et F. Frati, « Phylogenetic analysis of mitochondrial protein coding genes confirms the reciprocal paraphyly of Hexapoda and Crustacea (Collembola included) », from Second Congress of Italian Evolutionary Biologists (First Congress of the Italian Society for Evolutionary Biology), Florence, Italy. 4-7 September 2006, BMC Evolutionary Biology, vol. 7 (Suppl. 2), 2007, p.S8
- Yun-xia Luan, Jon M. Mallatt, Rong-dong Xie, Yi-ming Yang et Wen-ying Yin, « The Phylogenetic Positions of Three Basal-Hexapod Groups (Protura, Diplura, and Collembola) Based on Ribosomal RNA Gene Sequences », Molecular Biology and Evolution, vol. 22, n°7, 2005, pp. 1579-1592
- Dennis V. Lavrov, Wesley M. Brown et Jeffrey L. Boore, « Phylogenetic position of the Pentastomida and (pan)crustacean relationships », Proc. R. Soc. Lond. B, 2004
- Sven Lange, Cees H.J. Hof, Frederick R. Schram et Fedor A. Steeman, « New Genus and Species from the Cretaceous of Lebanon Links the Thylacocephala To the Crustacea », Palaeontology, vol. 44, n°5, 2001, pp. 905-912
- A. Dunlop et P.A. Selden, « The early history and phylogeny of the chelicerates », in R.A. Fortey et R.H. Thomas (éd.), Arthropod Relationships. Systematics Association Special Volumes Series 55, Chapman & Hall, London, 1977, pp.  221–235

### Sources internet
- Frans Janssens, Peter Nolan Lawrence, « Checklist of the Collembola: Are Collembola terrestrial Crustacea? », in Collembola of the World
- Joel Hallan: Biology Catalog